# 김용호부부 효열각
김용호부부 효열각은 충청북도 청주시 서원구에 있다. 2015년 4월 17일 청주시의 향토유적 제56호로 지정되었다.

## 개요
1894년 경주김씨 김용호와 그의 처 진주하씨의 효열을 기리기 위해 세운 정려각이다.